# Sub Culture
 (février 2009).
Si vous disposez d'ouvrages ou d'articles de référence ou si vous connaissez des sites web de qualité traitant du thème abordé ici, merci de compléter l'article en donnant les références utiles à sa vérifiabilité et en les liant à la section « Notes et références ».
Sub Culture est un jeu vidéo PC de simulation de sous-marin, développé par Criterion Games et édité par Ubisoft. Il est sorti en 1997 et était considéré, à l'époque, comme un titre solide. Mais il n'a reçu qu'une petite reconnaissance de la part du public et s'est vendu en quantité limitée.

## Univers
Le jeu se déroule dans un monde sous-marin miniature. Dans l'introduction, le personnage que le joueur incarne devient un errant à la suite de la destruction de sa base par une boite de conserve.
Dans son monde, trois civilisations existent : les Prochas, maîtres de la technologie, les Bohines, plus grunges, et les Raffineurs, un ordre religieux neutre.
Les Prochas et les Bohines sont ennemis, les Raffineurs sont neutres et le personnage incarné par le joueur est un mercenaire proposant ses services aux Prochas ou aux Bohines.
Le jeu est un mélange d'exploration-commerce (entre les bases) et de missions (pour avancer dans le scénario)